# Dituabanza Nsumbu
Belmond Dituabanza Nsumbu (* 31. Januar 1982 in Kinshasa) ist ein kongolesischer Fußballspieler.
Nsumbu begann seine Karriere als Profispieler 2004 beim FC Saint Eloi Lupopo. Von 2005 bis 2007 spielte er beim AS Vita Club in der Hauptstadt Kinshasa, bevor er wieder zum FC Saint Eloi zurückkehrte.
2004 bestritt er sein erstes Länderspiel in der Nationalmannschaft der Demokratischen Republik Kongo. Sportlich größter Erfolg war der Einzug in das Viertelfinale beim Afrika-Cup 2006.
Als nach seinen Angaben ein Spitzel in die Nationalelf eingeschleust wurde und ihn als Regierungsgegner denunzierte, floh er aus Angst vor Verfolgung aus seinem Heimatland. Über Rennes und München kam er in die niederbayerische Stadt Hauzenberg, wo er um politisches Asyl ersuchte.